# Lars och mina damer och herrar
Lars och mina damer och herrar är ett album av Lars Winnerbäck, släppt på kassettband den 25 mars 1994.

## Låtlista

### Sida A
1. Nån annan
2. Mer än vad jag har
3. Prinsessor
4. Där älvorna dansar

### Sida B
1. Spöket
2. Alla vägar har sitt pris
3. Rummet
4. Den välupplyste mannen